# The Day After
The Day After (El día después en España y Un Día Después en Chile) es una película estadounidense dirigida por Nicholas Meyer y protagonizada por Jason Robards y John Lithgow. Estrenada para la televisión norteamericana en la cadena ABC en 1983, La película postula una guerra entre fuerzas de la OTAN y el Pacto de Varsovia que se intensifica rápidamente en un intercambio nuclear a gran escala entre los Estados Unidos y la Unión Soviética. Sin embargo, la acción misma se centra en los residentes de Lawrence, Kansas, y Kansas City, Misuri, así como varias granjas familiares situados junto a los silos de misiles nucleares.

## Argumento
La historia se concentra en tres ciudadanos y las personas que se encuentran con un ataque nuclear en Lawrence, Kansas y Kansas City, Misuri. (Dr. Russell Oakes, Billy McCoy y Jim Dahlberg).   
El Dr. Russell Oakes (Jason Robards) vive en el barrio de clase alta Brookside con su esposa, y trabaja en un hospital en el centro de Kansas City. Tiene programado enseñar una clase de hematología en la Universidad de Kansas (KU). Cuando está de regreso a su casa en auto, oye un alerta del Sistema de Transmisión de Emergencia a través de la radio. 
Oakes intenta regresar a su casa a través de la autopista y se da cuenta de que él es el único conductor en dirección hacia la ciudad, mientras ve el tráfico pesado en el carril de salida. Los habitantes de Kansas City entran en pánico mientras las sirenas de ataque empiezan a sonar por la llegada de misiles soviéticos, el tráfico colapsa, la gente huye en estampidas humanas, los refugios nucleares se llenan. 
El ataque nuclear comienza a las 3:38 p. m. del sábado 16 de septiembre. Debido al pulso electromagnético de la primera detonación de alta altitud, el auto del Dr. Oakes y otros más se paralizan, igual que todos los aparatos eléctricos, Oakes está cerca de 30 millas (48 km) de distancia del centro de la ciudad cuando los misiles llegan. Su familia y casi la totalidad de la población de Kansas City mueren. Él camina 10 millas (16 km) hacia Lawrence, que ha sido severamente dañada por las explosiones, y en el hospital universitario trata a los heridos como puede con el Dr. Sam Hachiya (Calvin Jung) y la enfermera Nancy Bauer (Jobeth Williams). 
También en la universidad, en la Facultad de Ciencia, el Profesor Joe Huxley (John Lithgow) y los estudiantes conectan un contador Geiger a una antena parabólica para controlar el nivel de lluvia radiactiva exterior. Construyen una radio improvisada para mantener el contacto con el Dr. Oakes en el hospital, así como para localizar otros sobrevivientes fuera de la ciudad e informar lecturas de la radioactividad.
Billy McCoy (William Allen Young) es un técnico militar aviador de primera clase en la fuerza aérea de Estados Unidos, estacionado para trabajar en Whiteman AFB cerca de Kansas City, y se llama a la guardia durante la alerta DEFCON 2. Como técnico de reparación de misiles en un silo, él es uno de los primeros en presenciar los lanzamientos iniciales de misiles, lo que indica una guerra nuclear a gran escala. 
Después se hace evidente que un contraataque soviético es inminente y los soldados entran en pánico sin saber qué hacer. Varios técnicos aviadores tercamente insisten en que deben permanecer en su puesto de guardia y refugiarse en el silo, mientras que otros, incluyendo a McCoy, señalan que es inútil porque el silo no soportará un impacto directo. 
McCoy les dice que ya concluyó su trabajo, luego se lleva una camioneta y va directo a Sedalia para buscar a su esposa e hijo, pero la camioneta queda varada permanentemente debido a los efectos del pulso electromagnético, entonces McCoy sale corriendo en pánico y se refugia en un contenedor. Después del ataque, McCoy camina hacia una ciudad. Después de alejarse de sicarios y recoger algo de alimento, un grupo de sobrevivientes que se encontró vagando le dijo que "no hay más Sedalia". Mientras hacía cola para tomar agua en un pozo observa a un hombre mudo que intenta tomar agua. McCoy se hace amigo de él y comparte sus alimentos mientras ambos se dirigen al Hospital de Lawrence. Ambos comienzan a sufrir los efectos de la enfermedad por radiación y luego de un tiempo McCoy sucumbe finalmente debido a sus efectos.
El agricultor Jim Dahlberg (John Cullum) y su familia viven en la zona rural Harrisonville, Misuri, lejos de Kansas City, pero muy cerca de un campo de silos de misiles. Mientras la familia se está preparando para la boda de su hija mayor, Denise, con Bruce Gallatin, Jim se ve obligado a prepararse para el inminente ataque y convierte su sótano en un refugio nuclear improvisado. 
Mientras los misiles son lanzados la esposa de Jim, pretendiendo negar el horror que se acerca, continua haciendo las labores de la casa, a lo que Jim responde que ya no tiene sentido y se la lleva arrastrada al refugio. El hijo de Jim, Danny, queda ciego por mirar directamente la explosión nuclear y es atendido por su madre, que ya había recuperado la compostura. Un estudiante de medicina, Stephen Klein (Steve Guttenberg), se topa con la granja y es acogido por los Dahlbergs. Después de varios días en el sótano desde que el holocausto nuclear se llevó a cabo, Denise, angustiada por la situación y el paradero desconocido de Bruce, que, sin saberlo ella, murió en el ataque, escapa del sótano y corre hacia el campo que está lleno de animales muertos. Ella ve un cielo azul claro y piensa que lo peor ha pasado. 
Sin embargo, sin saberlo, el aire del campo esta completamente contaminado de radiación. Stephen va tras ella, tratando de advertirle acerca del peligro del campo. Denise desarrolla lentamente la enfermedad por radiación y, durante un servicio religioso improvisado, ella comienza a sangrar, mientras que el ministro intenta expresar lo "afortunados" que son de haber sobrevivido. Stephen lleva a Danny y a Denise hacia Lawrence para tratamiento. Stephen finalmente desarrolla la enfermedad por radiación. Jim Dahlberg, al regresar de una reunión de emergencia de los agricultores que acabó en discusión, se enfrenta a un grupo de supervivientes cerca de su casa, en donde es asesinado de un disparo (aunque en una escena eliminada Stephen y Denise ya agonizando y Danny ya cegado permanentemente deciden regresar a casa, encontrando la granja vacía y la puerta abierta, dando a entender que la banda masacró a toda su familia).
En las últimas escenas la situación general en el hospital es devastadora: se han quedado totalmente sin suministros, pacientes y doctores mueren sin remedio, una mortandad tan generalizada que obliga a sepulturas en fosas comunes, y los supervivientes pelean entre ellos por la irrisoria cantidad de alimentos que quedan, el Dr. Oakes, que sufre de la enfermedad por radiación terminal tras haber colapsado de agotamiento anteriormente, decide regresar a Kansas City para ver su casa por última vez antes de morir, mientras que el Dr. Hachiya le aconseja que no lo haga. Oakes se dirige hacia la ciudad en un camión de la Guardia Nacional del Ejército, donde es testigo de una ejecución de saqueadores. Después de llegar a las ruinas de Kansas City logra llegar al lugar exacto de su casa en donde encuentra los restos del reloj de pulsera de su esposa mientras una familia está refugiada en las ruinas. Oakes les ordena salir de su casa. La familia ofrece silenciosamente comida a Oakes, finalmente Oakes colapsa en el suelo y un miembro de la familia lo consuela.
La escena final se desvanece en color negro, el profesor Huxley llama por su radio improvisada: "¿Hola? ¿Hay alguien ahí? alguien, vivo".

## Reparto
- Jason Robards - Dr. Russell Oakes
- JoBeth Williams - Enfermera Nancy Bauer
- Steve Guttenberg - Stephen Klein
- John Cullum - Jim Dahlberg
- John Lithgow - Joe Huxley
- Bibi Besch - Eve Dahlberg
- Lori Lethin - Denise Dahlberg
- Amy Madigan - Alison Ransom
- Jeff East - Bruce Gallatin
- Georgann Johnson - Helen Oakes
- William Allen Young - Aviador Billy McCoy
- Calvin Jung - Dr. Sam Hachiya

## Antecedentes de la guerra
La cronología de los acontecimientos que condujeron a la guerra se representa en su totalidad a través de las emisiones de televisión y noticias de radio. La Unión Soviética demuestra que ha comenzado una escalada militar en el este de Alemania donde los soviéticos insisten en que se tratan de ejercicios del Pacto de Varsovia con el objetivo de intimidar a los Estados Unidos a retirarse de Berlín Occidental. Cuando Estados Unidos no da marcha atrás, divisiones acorazadas soviéticas son enviados a la frontera entre Alemania Oriental y Occidental.
Durante las últimas horas del viernes 15 de septiembre, las noticias informan de una "rebelión generalizada entre varias divisiones del Ejército de Alemania del Este." Las tensiones aumentan y Estados Unidos emite un ultimátum a los soviéticos que se retiren del bloqueo a las 6:00 a. m. del día siguiente, o será interpretado como un acto de guerra. Los soviéticos se niegan, y el presidente de Estados Unidos ordena que todas las fuerzas militares de todo el mundo estén en alerta.
El sábado 16 de septiembre, las fuerzas de la OTAN en Alemania Occidental invaden Alemania del Este a través del puesto de control de Helmstedt para liberar Berlín. Dos aviones soviéticos MiG-25s cruzan el espacio aéreo de Alemania Occidental y bombardean una instalación de almacenamiento de municiones de la OTAN, este bombardeo también golpea una escuela y un hospital. Un programa de radio posteriormente afirma que Moscú está siendo evacuada. En este punto, también, en las principales ciudades de Estados Unidos comienzan evacuaciones masivas. No tardan en llegar informes no confirmados de que las armas nucleares fueron utilizados en Wiesbaden y Fráncfort. Mientras tanto, en el Golfo Pérsico, estalla una guerra naval, con los informes de radio hablando de hundimientos de buques en ambos lados.
Finalmente, el ejército soviético alcanza el Rin. Tratando de evitar que los rusos invadan Francia y el resto de Europa occidental, la OTAN detiene el avance lanzando tres armas nucleares tácticas de bajo rendimiento sobre el avance de las tropas. Las fuerzas soviéticas contraatacan con el lanzamiento de un ataque nuclear contra la sede de la OTAN en Bruselas. En respuesta, el Comando Aéreo Estratégico de Estados Unidos comienza a despegar bombarderos B-52.
La Fuerza Aérea Soviética luego destruye una estación BMEWS en RAF Fylingdales, Inglaterra y otro en Beale Air Force Base en California. Mientras tanto, a bordo de la aeronave EC-135 Looking Glass, la orden viene desde el Presidente de los Estados Unidos para un ataque nuclear total contra la Unión Soviética. Casi al mismo tiempo, un oficial de la Fuerza Aérea recibe un informe de un masivo asalto nuclear soviético contra los Estados Unidos, afirmando "32 objetivos en pista, con 10 puntos impactantes". Otro aviador recibe un informe que más de 300 misiles balísticos intercontinentales soviéticos están llegando a diferentes ciudades del mundo. En la película no se aclara quien lanza primero el ataque nuclear, si la Unión Soviética o los Estados Unidos.

## Recepción
La película consiguió una audiencia de 100 millones de espectadores en los Estados Unidos y su calidad hizo que se distribuyera a las salas de cine de Europa, con un notable éxito de público y crítica.

## Premios
- 2 Premios Emmy (1984)
- 10 Nominaciones Emmy, incluyendo mejor telefilm, dirección y guion (1984)
- Premio Golden Screen (Alemania) (1985)
- Premio WGA (1985)
- Premio Young Artist (1985)
- Premio OFTA (1999)[2]